# Esty Amukwaya
Esty Amukwaya (sinh năm 1988) là một cầu thủ bóng đá người Namibia, chơi bóng trong vai trò là một hậu vệ cho Unam Bokkies trong giải đấu Siêu nữ NFA. Ngoàu ra cô còn là thành viên quan trọng của đội bóng đá nữ quốc gia Namibia (The Brave Gladiators).
Amukwaya cũng có thể chơi trong vai trò một trung vệ, thủ môn và tiền vệ trung tâm. Cô mặc số 15 cho đội bóng Bokkies và số 14 trong các trận thi đấu của đội tuyển quốc gia.

## Sự nghiệp Câu lạc bộ

### UNAM Bokkies FC
Trong WSL, cô được bầu chọn là hậu vệ hay nhất trong giải đấu trong vài năm qua và mùa trước (2011/2012), cô đã được đề cử trong số những cầu thủ hay nhất mùa giải được Lovisa Mulunga của Học viện JS đảm nhiệm. Học viện Jacqui Shipanga với tư cách là đội được biết đến với chức vô địch Giải vô địch bóng đá nữ NFA 2011/12. Esty Unam Bokkies kết thúc ở vị trí thứ năm trong mùa giải 2011/2012, giải đấu có tổng cộng sáu đội, bao gồm cựu vô địch thống trị Okahandja Beauties. Các đội khác tham dự Giải vô địch bóng đá nữ NFA là Poly Babes, 21 Brigade United và Challengers. Giải đấu được cho là mở rộng trong mùa giải 2012/2013 để khiến nó cạnh tranh hơn.

## Sự nghiệp cấp quốc gia
Năm 2012, cô có trận ra sân trong màu áo đội tuyển quốc gia trong trận đấu với đối thủ Tanzania ở vòng loại Giải vô địch nữ châu Phi.